# Усть-Тандовка
Усть-Тандовка — деревня в Барабинском районе Новосибирской области. Входит в состав Новочановского сельсовета.

## География
Площадь деревни — 46 гектар

## Население
| 2002 | 2007 | 2010 |
| ---- | ---- | ---- |
| 332  | ↘319 | ↘266 |

## Инфраструктура
В деревне по данным на 2007 год функционируют 1 учреждение здравоохранения, 1 образовательное учреждение.